# Clasmatocolea minutiretis
Clasmatocolea minutiretis là một loài Rêu trong họ Geocalycaceae. Loài này được J.J. Engel & Grolle mô tả khoa học đầu tiên năm 1979.